# Croton mutabilis
Espèce
Classification APG III (2009)
Croton mutabilis est une espèce de plantes du genre Croton et de la famille des Euphorbiaceae présente au Queensland en Australie.